# Liste des bourgmestres et échevins de Wasmes
 (novembre 2012).
Si vous disposez d'ouvrages ou d'articles de référence ou si vous connaissez des sites web de qualité traitant du thème abordé ici, merci de compléter l'article en donnant les références utiles à sa vérifiabilité et en les liant à la section « Notes et références ».
La commune de Wasmes dans l’arrondissement administratif de Mons-Borinage fait partie depuis 1977 de l’entité de Colfontaine. 
Les élections communales du 17 novembre 1895 sont les premières au suffrage plural, tous les hommes âgés de 21 ans peuvent voter mais certains électeurs disposent jusqu’à  quatre suffrages. Le conseil communal est alors renouvelé par moitié tous les quatre ans. 
À partir de 1921, le vote plural est aboli au profit du suffrage universel, le conseil est alors renouvelé intégralement tous les six ans.
| Législature | Nom                  | Fonction    | Parti                | Durée du mandat                  | Remarques-Modification[réf. nécessaire]                                                         |
| 1896-1900   | Edouard Biévelez     | Bourgmestre | Libéral-progressiste | 1896-1900                        | Bourgmestre depuis 1886                                                                         |
| 1896-1900   | Elisée Fauvieau      | 1er échevin | Socialiste           | 1896-1900                        | 2e échevin de 1891 à 1896.                                                                      |
| 1896-1900   | Jules Descamps       | 2e échevin  | Libéral progressiste | 1896-1900                        |                                                                                                 |
| 1900-1904   | Edouard Biévelez     | Bourgmestre | Libéral-progressiste | 1900-1904                        |                                                                                                 |
| 1900-1904   | Elisée Fauvieau      | 1er échevin | Socialiste           | 1900-1904                        |                                                                                                 |
| 1900-1904   | Jules Descamps       | 2e échevin  | Libéral progressiste | 1900-1904                        |                                                                                                 |
| 1904-1908   | Edouard Biévelez     | Bourgmestre | Libéral-progressiste | 1904-1908                        |                                                                                                 |
| 1904-1908   | Elisée Fauvieau      | 1er échevin | Socialiste           | 1904-décembre 1905               | Décède en cours de mandat.                                                                      |
| 1904-1908   | Jules Descamps       | 2e échevin  | Libéral progressiste | 1904-1908                        | Élu 1er échevin le 12 décembre 1905.                                                            |
| 1904-1908   | Alfred Abrassart     | 2e échevin  | P.O.B.               | 12 décembre 1905-1908            |                                                                                                 |
| 1908-1912   | Edouard Biévelez     | Bourgmestre | Libéral-progressiste | 1908-1912                        |                                                                                                 |
| 1908-1912   | Jules Descamps       | 1er échevin | Libéral-progressiste | 1908-1912                        |                                                                                                 |
| 1908-1912   | Camille Everaert     | 2e échevin  | P.O.B.               | 1908-1912                        |                                                                                                 |
| 1912-1921*  | Edouard Biévelez     | Bourgmestre | Libéral-progressiste | janvier 1912-7 juin 1921         |                                                                                                 |
| 1912-1921*  | Camille Everaert     | 1er échevin | P.O.B.               | janvier 1912-23 avril 1914       | Démissionne en cours de mandat.                                                                 |
| 1912-1921*  | Charles Friart       | 2e échevin  | Libéral-progressiste | janvier 1912- 16 mars 1914       | 2e échevin de 1886 à 1891, 1er échevin de 1891 à 1896, décède en cours de mandat                |
| 1912-1921*  | Alfred Toubeau       | 2e échevin  | P.O.B.               | 23 avril 1914- 7 juin 1921       | 1er échevin à la suite de la démission de Camille Everaert.                                     |
| 1912-1921*  | Hilaire Motte        | 2e échevin  | P.O.B.               | 1914 - 7 juin 1921               |                                                                                                 |
| 1921-1927   | Hector Fauvieau      | Bourgmestre | POB                  | 7 juin 1921-16 mars 1927         |                                                                                                 |
| 1921-1927   | Emile Mester         | 1er échevin | POB                  | 7 juin 1921-16 mars 1927         |                                                                                                 |
| 1921-1927   | Félicien Namur       | 2e échevin  | POB                  | 7 juin 1921-16 mars 1927         |                                                                                                 |
| 1921-1927   | Emile Letor          | 3e échevin  | POB                  | 7 juin 1921-16 mars 1927         |                                                                                                 |
| 1927-1933   | Hector Fauvieau      | Bourgmestre | POB                  | 16 mars 1927-21 janvier 1933     |                                                                                                 |
| 1927-1933   | Emile Mester         | 1er échevin | POB                  | 16 mars 1927-21 janvier 1933     |                                                                                                 |
| 1927-1933   | Félicien Namur       | 2e échevin  | POB                  | 16 mars 1927-6 novembre 1928     | démissionne en cours de mandat                                                                  |
| 1927-1933   | Emile Letor          | 3e échevin  | POB                  | 16 mars 1927-21 janvier 1933     | élu 2e échevin le 6 novembre 1928                                                               |
| 1927-1933   | Théophile Renard     | 3e échevin  | POB                  | 6 novembre 1928-21 janvier 1933  |                                                                                                 |
| 1933-1939   | Hector Fauvieau      | Bourgmestre | POB                  | 21 janvier 1933-11 janvier 1939  |                                                                                                 |
| 1933-1939   | Emile Mester         | 1er échevin | POB                  | 21 janvier 1933-19 mars 1938     | démissionne le 19 mars 1938                                                                     |
| 1933-1939   | Emile Letor          | 2e échevin  | POB                  | 21 janvier 1933-décembre 1937    | décède en cours de mandat                                                                       |
| 1933-1939   | Théophile Renard     | 3e échevin  | POB                  | 21 janvier 1933-11 janvier 1939  | devient 2e échevin le 18 décembre 1937, 1er échevin le 19 mars 1938.                            |
| 1933-1939   | Alfred Busieau       | 3e échevin  | POB                  | 18 décembre 1937-11 janvier 1939 | devient 2e échevin le 19 mars 1938.                                                             |
| 1933-1939   | Emile Brulard        | 3e échevin  | POB                  | 19 mars 1938-11 janvier 1939     |                                                                                                 |
| 1939-1947** | Hector Fauvieau      | Bourgmestre | POB                  | 11 janvier 1939-27 janvier 1947  | révoqué par Arrêté royal le 28/11/1940, reprend ses fonctions à la libération en septembre 1944 |
| 1939-1947** | Alfred Busieau       | 1er échevin | POB                  | 11 janvier 1939-27 janvier 1947  | démissionne le 20 août 1942                                                                     |
| 1939-1947** | Emile Brulard        | 2e échevin  | POB                  | 11 janvier 1939-27 janvier 1947  | démissionne le 20 août 1942                                                                     |
| 1939-1947** | Alfred Gobert        | 3e échevin  | POB                  | 11 janvier 1939-27 janvier 1947  | démissionne le 24 septembre 1942                                                                |
| 1947-1953   | Hector Fauvieau      | Bourgmestre | PSB                  | 27 janvier 1947- 12 janvier 1953 |                                                                                                 |
| 1947-1953   | Alfred Busieau       | 1er échevin | PSB                  | 27 janvier 1947- 12 janvier 1953 |                                                                                                 |
| 1947-1953   | Edgard Ronval        | 2e échevin  | PCB                  | 27 janvier 1947-12 mars 1947     | élu au bénéfice de l’âge, décède le 12 mars 1947                                                |
| 1947-1953   | Félicien Namur       | 2e échevin  | PSB                  | 28 mars 1947-12 janvier 1953     | élu au bénéfice de l’âge                                                                        |
| 1947-1953   | Emile Cardon         | 3e échevin  | PCB                  | 27 janvier 1947-19 mars 1947     | élection annulée par l’Arrêté du Régent du 19 mars 1947                                         |
| 1947-1953   | Joseph Simon         | 3e échevin  | PSB                  | 16 mai 1947-12 janvier 1953      | élu au bénéfice de l’âge                                                                        |
| 1953-1959   | Marcel Busieau       | Bourgmestre | PSB                  | 12 janvier 1953-19 janvier 1959  |                                                                                                 |
| 1953-1959   | Renaud Crombez       | 1er échevin | PSB                  | 12 janvier 1953-19 janvier 1959  |                                                                                                 |
| 1953-1959   | Léopold Dupont       | 2e échevin  | PSB                  | 12 janvier 1953-19 janvier 1959  |                                                                                                 |
| 1953-1959   | Ernest Musin         | 3e échevin  | PSB                  | 12 janvier 1953-19 janvier 1959  |                                                                                                 |
| 1959-1965   | Marcel Busieau       | Bourgmestre | PSB                  | 19 janvier 1959-12 janvier 1965  |                                                                                                 |
| 1959-1965   | Renaud Crombez       | 1er échevin | PSB                  | 19 janvier 1959-12 janvier 1965  |                                                                                                 |
| 1959-1965   | Léopold Dupont       | 2e échevin  | PSB                  | 19 janvier 1959-2 février 1963   | démissionne en cours de mandat                                                                  |
| 1959-1965   | Joseph Dubois        | 3e échevin  | PSB                  | 19 janvier 1959-12 janvier 1965  | devient 2e échevin le 2 février 1963                                                            |
| 1959-1965   | Robert Dehon         | 3e échevin  | PSB                  | 2 février 1963-12 janvier 1965   |                                                                                                 |
| 1965-1971   | Marcel Busieau       | Bourgmestre | PSB                  | 12 janvier 1965-14 janvier 1971  |                                                                                                 |
| 1965-1971   | Joseph Dubois        | 1er échevin | PSB                  | 12 janvier 1965-14 janvier 1971  |                                                                                                 |
| 1965-1971   | Robert Dehon         | 2e échevin  | PSB                  | 12 janvier 1965-14 janvier 1971  |                                                                                                 |
| 1965-1971   | Georges Leblanc      | 3e échevin  | PSB                  | 12 janvier 1965-14 janvier 1971  |                                                                                                 |
| 1971-1977   | Marcel Busieau       | Bourgmestre | PSB                  | 14 janvier 1971-2 janvier 1977   |                                                                                                 |
| 1971-1977   | Robert Dehon         | 1er échevin | PSB                  | 14 janvier 1971-2 janvier 1977   |                                                                                                 |
| 1971-1977   | Yvon Biefnot         | 2e échevin  | PSB                  | 14 janvier 1971-2 janvier 1977   |                                                                                                 |
| 1971-1977   | Georges-Ovide Quenon | 3e échevin  | PSB                  | 14 janvier 1971-2 janvier 1977   |                                                                                                 |
| 1971-1977   | Jean-Robert Baton    | 4e échevin  | PSB                  | 14 janvier 1971-2 janvier 1977   |                                                                                                 |

* Les élections communales prévues en 1915 sont reportées du fait de l'occupation allemande. Elles sont ensuite repoussées jusqu'en 1921 en raison des modifications constitutionnelles requises pour l'introduction du vote au suffrage universel masculin.
** Les conseils communaux sont suspendus par l'occupant allemand à partir de mai 1941. Ce dernier procède à la nomination du bourgmestre et d'échevins hors conseil communal à partir du début de 1942 jusqu'à la libération en septembre 1944.